# Barrera bucal

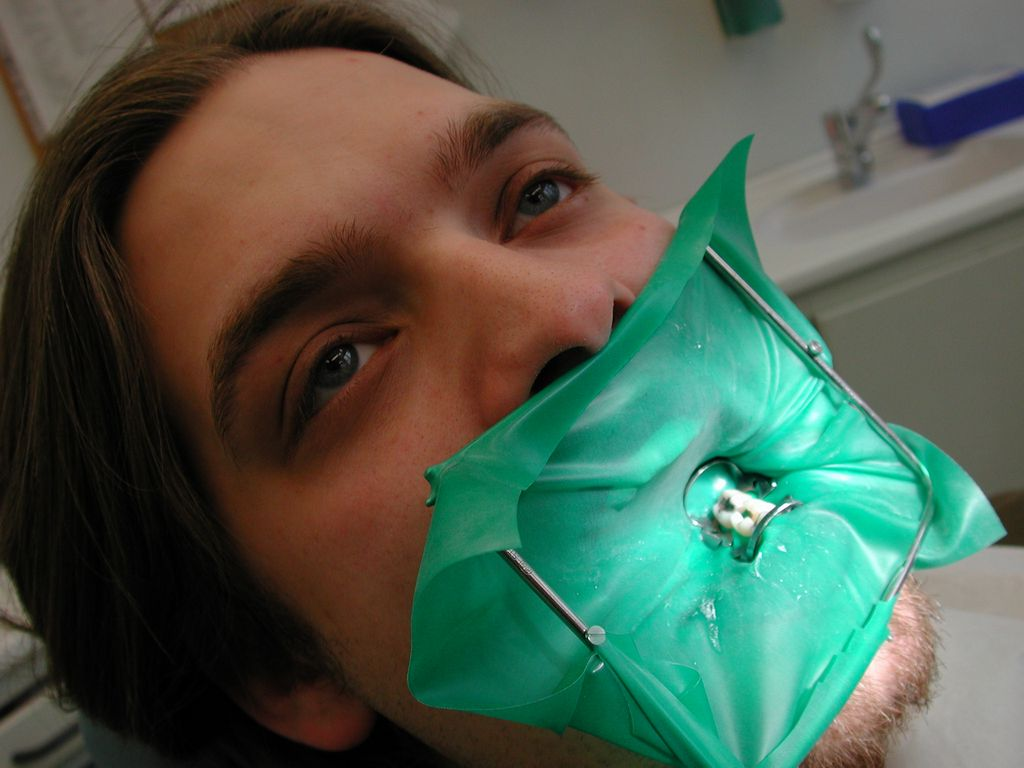
Barrera bucal.

Una barrera bucal o dique de goma es un elemento de 15 cm de hoja cuadrada, generalmente de látex o nitrilo, utilizado en odontología para aislar el sitio operatorio (uno o más dientes) del resto de la boca. A veces denominado "Kofferdam" (del alemán), fue diseñado en los Estados Unidos en 1864 por Sanford Christie Barnum. Se utiliza principalmente en tratamientos endodónticos, prostodónticos fijos (coronas, puentes) y restauraciones dentales generales. Su propósito es tanto evitar que la saliva interfiera con el trabajo dental (p. ej., contaminación de microorganismos orales durante el tratamiento del conducto radicular, o mantener secos los materiales de obturación, como el composite, durante la colocación y el curado) como evitar la inhalación de instrumentos y materiales ingeridos o dañarse la boca. En odontología, el uso de un dique de goma a veces se denomina aislamiento o control de la humedad.
Las barreras bucales también se utilizan para un sexo oral más seguro.

## Odontología

### Colocación

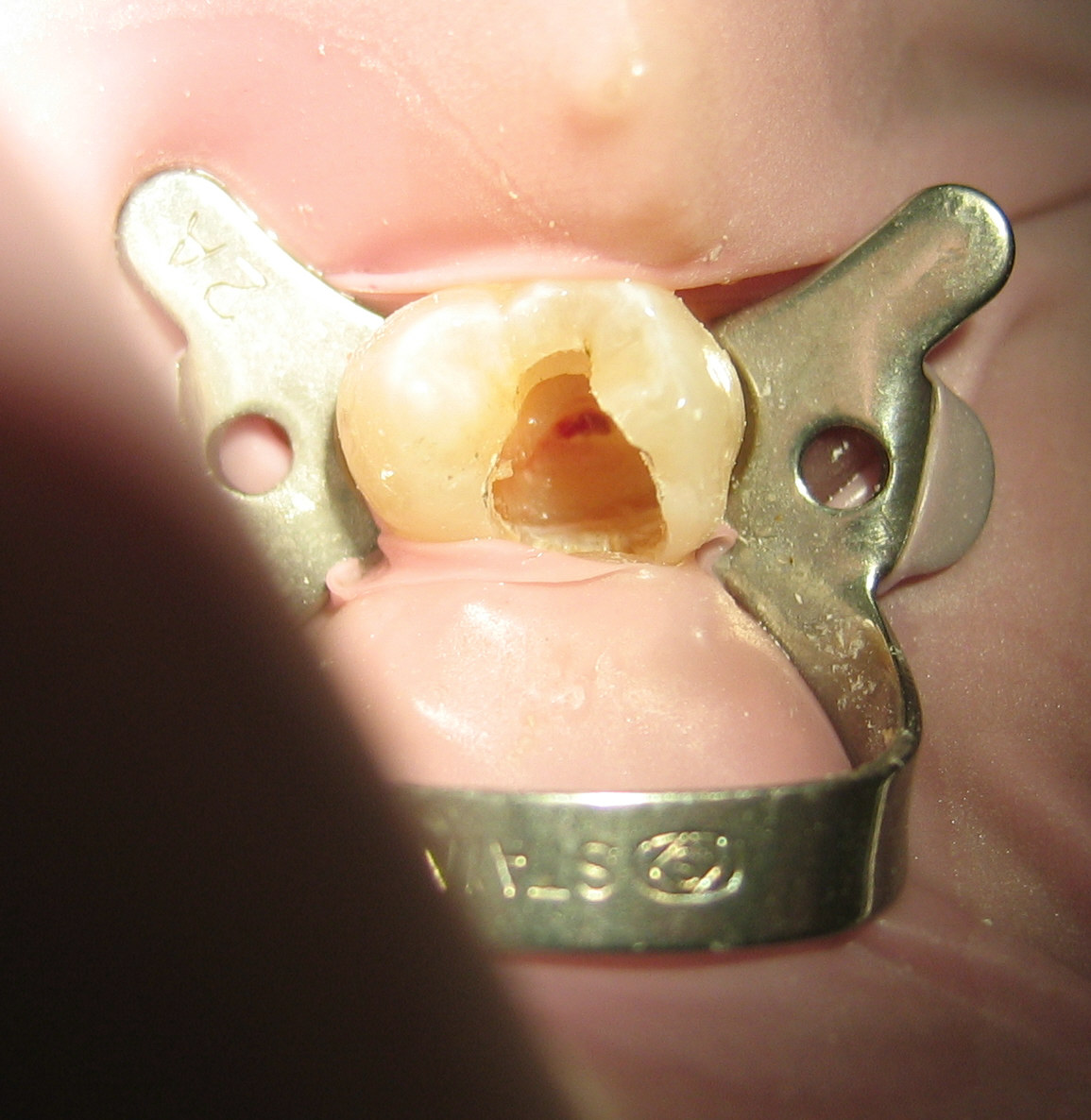
Aislamiento de dique de goma del segundo premolar superior izquierdo, mantenido en su lugar con una abrazadera de dique de goma durante la terapia de endodoncia.

La técnica utilizada para aplicar el dique dental se selecciona según el diente que requiera tratamiento. Se pueden utilizar varias técnicas, incluido el aislamiento de un solo diente, el aislamiento de múltiples dientes o la técnica de dique dividido. El dique dental se prepara perforando uno o más orificios en la lámina del dique dental para permitir el aislamiento del número apropiado de dientes necesarios para el procedimiento dental. A continuación, se aplica el dique dental al diente, se fija en su lugar con una abrazadera de metal o plástico flexible (elegida según el diente y la zona a la que se aplicará). Idealmente, la abrazadera se ajustará perfectamente alrededor del diente a lo largo del margen de la encía, estabilizando el dique dental y evitando la contaminación del área de trabajo debido a la entrada de saliva. Las personas pueden experimentar malestar subjetivo debido a la sensación apretada de la abrazadera del dique, por lo tanto, se puede aplicar anestésico tópico (líquido o gel) a la encía a discreción del operador antes de aplicar el dique dental.

### Historia
Antes de que se usara el método de aislamiento con dique de goma, muchos procedimientos dentales tenían un alto riesgo de contaminar con saliva y bacterias que se infiltraban en el diente durante el procedimiento. Esto puede resultar en el fracaso del tratamiento que se está realizando, lo que puede resultar en más intervenciones o en la pérdida de un diente. El Dr. Sanford C. Barnum fue el diseñador original del dique dental como una forma de mantener el sitio de la operación libre de saliva. Fue en 1882 cuando el Dr. SS White mejoró el diseño ajustando el orificio perforado en la hoja. A pesar de estos cambios, resultaba difícil estabilizar el dique alrededor del diente hasta que el Dr. Delous Palmer desarrolló las abrazaderas de metal que anclan el dique alrededor del diente seleccionado. Estas abrazaderas vienen en varias formas y tamaños,  diseñadas para adaptarse a diferentes estructuras y morfologías dentales.

### Práctica actual
Existen varios tratamientos donde se puede aplicar el dique dental; restauraciones dentales, tratamientos de endodoncia, incluida la terapia del conducto radicular, sellado de fisuras, preparación de coronas dentales, implantes dentales y algunas colocaciones de carillas.
Existe controversia sobre el uso y la eficacia del dique de goma entre los odontólogos. Algunos médicos la utilizan de forma rutinaria, otros solo la utilizan en ciertos tratamientos, mientras que muchos otros evitan su aplicación por completo. Aunque el uso del dique de goma se considera un estándar recomendado, los relevamientos realizados indican que gran cantidad de odontólogos no lo utilizan durante los procedimientos.

### Implementos necesarios
La instalación de un dique de goma requiere de varios elementos e implica el uso de herramientas y accesorios específicos que generalmente consisten en:
- Láminas de dique de goma
- Abrazaderas o ganchos
- Marco
- Pinzas
- Pinza perforadora de dique de goma
- Hilo dental

Otros materiales que pueden usarse para ayudar con la instalación del dique de goma son:
- Sello oral[10]
- Cuñas de madera
- Wedjets[11]

### Colocación de dique de goma
Las láminas del dique dental están hechas de látex o nitrilo y miden por lo general 15 cm por 15 cm. El grosor de cada lámina de dique es  de entre 0,14 mm a 0,38 mm, pero el tamaño, la forma, el color y el material del que está hecha la lámina de dique pueden variar según los diferentes fabricantes. La mayoría de los fabricantes también producen alternativas de láminas de protección dental que son adecuadas para pacientes con alergias a materiales como el látex y algunos incluso pueden hacer alternativas que se pueden esterilizar en autoclave.
El dique dental se ancla alrededor de la corona del diente usando una abrazadera de metal para sellar y asegurar la lámina de dique de goma al diente o dientes que están recibiendo tratamiento durante el procedimiento dental. Las abrazaderas vienen en una variedad de formas y tamaños que se adaptan a la anatomía de los diferentes dientes. Antes de colocar el dique en la boca, los profesionales dentales pueden optar por asegurar hilo dental alrededor de las abrazaderas; esto actúa como un ancla para prevenir la aspiración o la deglución. También puede proporcionar un punto de referencia para que el médico pueda visualizar y recuperar la pinza si se desprende del diente o del fórceps de dique.
El propósito del marco del dique de goma es mantener tensa la lámina del dique alrededor de las áreas objetivo; esto asegurará que un médico pueda trabajar eficazmente en el diente sin que la lámina de dique obstruya la visión y se enrede en los instrumentos dentales durante el procedimiento. Hay varios tipos de marcos de diques dentales que tienen una variedad de propósitos. Los marcos están hechos de acero inoxidable, polipropileno u otros plásticos poliméricos. Independientemente del material del que esté hecho el marco de la presa, el marco siempre tendrá pequeños pasadores en los bordes exteriores que actúan para asegurar la hoja de la presa al marco. Los marcos de dique de plástico se utilizan predominantemente en el caso en que se planifica una radiografía dental, ya que son menos radiodensos, lo que garantiza que el marco parezca radiolúcido para evitar la superposición del marco en la radiografía.
El punzón de dique es una herramienta que se utiliza para perforar orificios de varios tamaños en la lámina del dique dental. Al perforar agujeros en el dique de goma antes de un procedimiento, se debe tener en cuenta el tamaño y el espaciamiento de los dientes a aislar. En el aislamiento de varios dientes, los orificios deben corresponder a la curva del arco dental. El arsenal de diques de caucho se puede configurar de diversas formas; esto generalmente depende de las preferencias y capacitación del médico.

### Ventajas
El uso de un dique de goma para procedimientos dentales posee múltiples ventajas. Un dique de goma puede proporcionar un campo de operación limpio y seco, lejos de sustancias como la saliva y la sangre. Esto es importante para los procedimientos dentales, ya que la capacidad de unión de los adhesivos y cementos aumenta en un campo limpio y seco, lejos de una posible contaminación, para lograr la máxima fuerza adhesiva entre los materiales de restauración, la dentina y el esmalte. Si el medio ambiente está contaminado y provoca una mala adherencia de los materiales, el éxito y la longevidad de la restauración se acortan.
Al usar el dique de goma, puede aislar uno o más dientes. Al hacer esto, la visibilidad del diente por parte de los médicos mejora considerablemente, debido al aumento en el contraste con el dique de goma alrededor del diente. Al mismo tiempo, retrae los tejidos blandos como los labios, la lengua, las mejillas y reduce el empañamiento del espejo, lo que permite al médico centrarse en el sitio de restauración, lo que puede hacer que el procedimiento también sea más eficiente en el tiempo. Aunque comúnmente se dice que el dique de goma toma demasiado tiempo para aplicarse, puede reducir el tiempo necesario para el procedimiento, ya que no solo aísla el diente, sino que reduce la capacidad del paciente para comunicarse con el médico. Esto es más beneficioso para los pacientes que hablan demasiado, lo que a veces puede dificultar la eficacia del tratamiento y, en cambio, puede permitir más tiempo para que el médico se concentre en la tarea en cuestión para que el procedimiento tome menos tiempo. [cita requerida]
Una revisión de Cochrane en 2016 sugiere que el uso de diques de goma como método de aislamiento brinda la posibilidad de que las restauraciones dentales duren más. Sin tener en cuenta el hecho de que se trata de una evidencia de baja calidad, todavía hay pruebas de que durante un período de dos años, al comparar las restauraciones realizadas con diques de goma contra el aislamiento con rollos de algodón, el grupo de diques de goma tuvo un menor riesgo de falla con un índice de riesgo de 0,80 en comparación con aislamiento del rollo de algodón a 1,19.
Además, un dique de goma puede actuar como una barrera de control de infecciones y reducir el riesgo de contaminación cruzada y la infección de esta. En caso de que el paciente tenga una enfermedad contagiosa, el dique de goma reduce la posibilidad de salpicaduras de contenido microbiano si el paciente tosiera o la propagación de microbios sea causada por la presión del tríplex.
Un dique de goma también puede proteger las vías respiratorias de los pacientes. No elimina por completo la posibilidad, pero disminuye la posibilidad de que el paciente ingiera o inhale accidentalmente instrumentos de restauración, fragmentos dentales o restos. Ha sucedido en el pasado y si esto ocurriera, el paciente siempre debe ser admitido en el hospital, ya que es necesaria una radiografía de tórax para descubrir dónde se encuentra el material ingerido y si es posible que sea necesario extraerlo en el momento  en la mesa de operaciones o no ya que tiene el potencial de ser potencialmente mortal si se le ignora.
No solo pueden ser instrumentos o escombros, los materiales químicos utilizados en procedimientos dentales como el grabado con ácido, los sellos y la amalgama pueden tener efectos nocivos. En los procedimientos de endodoncia, se utilizan irritantes corrosivos como hipoclorito de sodio (lejía). Sin la protección de un dique de goma, existe un mayor riesgo de que este químico dañe los tejidos blandos de la boca y sea más dañino si se ingiere. Otro ejemplo es durante las restauraciones de amalgama, la amalgama contiene el elemento mercurio y, si se ingiere durante la colocación de la amalgama, puede causar efectos secundarios potencialmente dañinos si no se trata. Sin embargo, después de colocar la amalgama de manera segura, la evidencia sugiere que la exposición al mercurio esté en un nivel no dañino y seguro para el cuerpo humano.

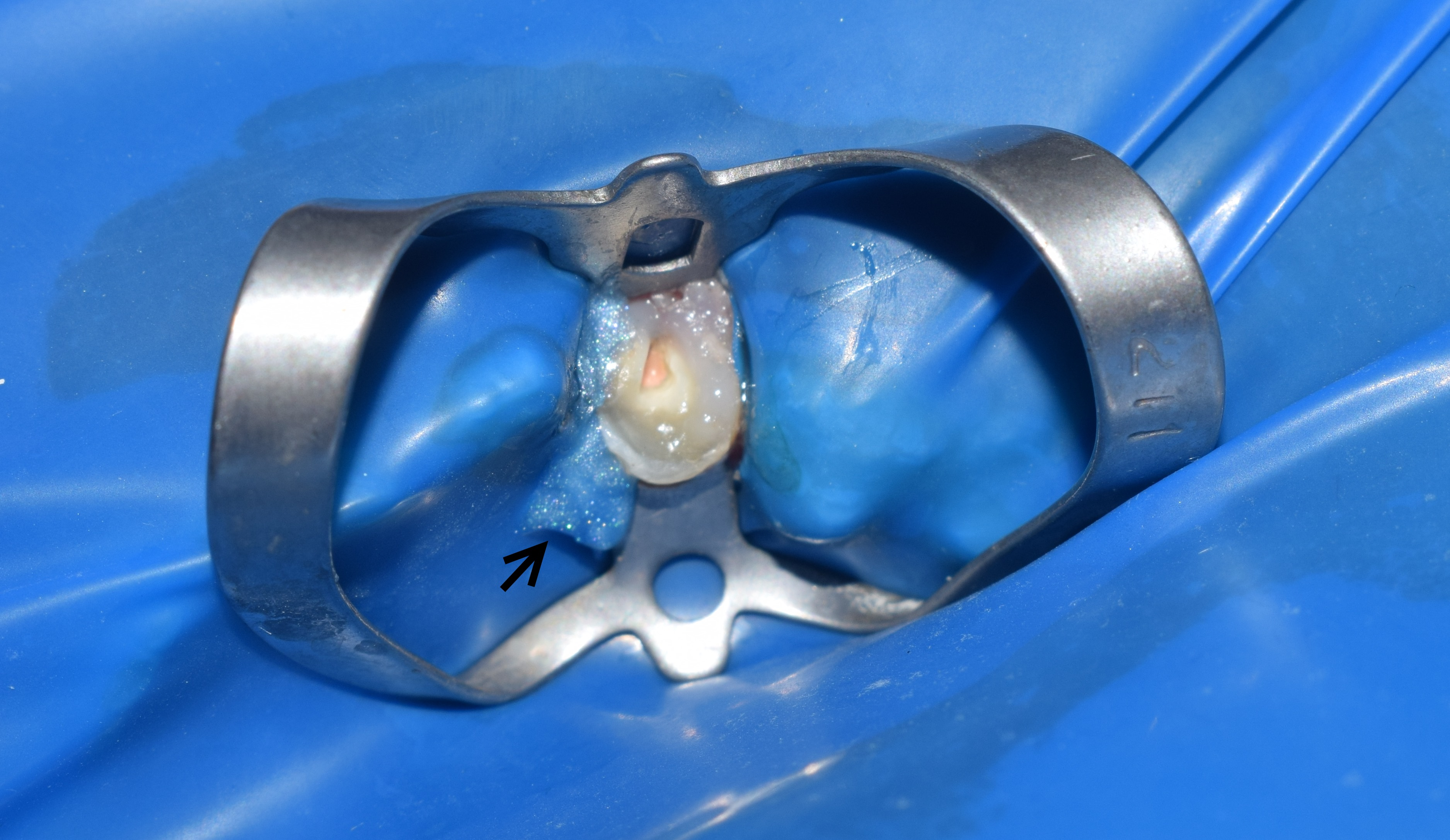
Agente sellador utilizado en un paciente para rellenar algunos espacios entre el dique de goma y la encía, después de que se causara un desgarro en el dique de goma.

El dique de goma también puede ofrecer una protección adicional de los tejidos blandos de la mucosa bucal frente a instrumentos afilados, actuando como una barrera entre el instrumento y el tejido blando. Además, asociado con el dique de goma es un adhesivo de calafateo, utilizado para sellar juntas, en este se puede usar para rellenar los espacios entre el dique de goma y la encía, ya que se adhiere al dique de goma húmedo o tejidos mucosos, actuando como otro modo de protección.
Un problema que rodea al dique de goma es su uso como parte de una obligación legal. En algunas partes del mundo, el uso de un dique de goma es obligatorio para procedimientos como el tratamiento de endodoncia. La razón de esto es que si ocurriera una lesión o una posible contaminación cruzada y el resultado podría haberse evitado con un dique de goma, esta situación se considera legalmente indefendible. Lo que significa que el médico no podrá defenderse en el tribunal debido al deber de cuidado que recae en la negligencia mostrada con el paciente.
Por último, algunos pacientes, de hecho, prefieren usar el dique de goma como un mensaje y comprender los riesgos con los que se sienten más cómodos sabiendo que están más seguros que sin él, además de sentirse disociados de los ruidos que suceden a su alrededor, como la perforación. Además, algunos pacientes tienden a sentirse más cómodos, ya que pueden preferir la sensación de no tener agua y succión dentro de la boca.

### Desventajas
Aunque existen muchas ventajas de los diques de goma durante el tratamiento dental, también existen riesgos y desventajas asociados. El dique de goma puede tardar más en aplicarse; sin embargo, con la práctica y el uso constantes por parte del odontólogo, es posible que esto no afecte la duración de la consulta. La formación insuficiente y la inconveniencia de la aplicación también pueden disuadir su uso y también pueden contribuir a la pérdida de tiempo. El costo de las presas dentales es un gasto para la práctica dental y también podría ser un desincentivo. Aunque las represas de caucho son baratas de comprar, los costos iniciales del instrumental pueden ser altos.
Existe el riesgo de que las abrazaderas del dique de goma se rompan durante la aplicación debido a los efectos químicos del hipoclorito de sodio, una solución antimicrobiana utilizada durante los tratamientos de conducto radicular, al estrés repetido del uso clínico, o al autoclave, todo lo cual puede debilitar potencialmente el material. Para evitar la ingestión o la aspiración de las piezas rotas, el odontólogo debe colocar hilo dental alrededor de la pieza para permitir su recuperación si se rompe o se desprende durante un procedimiento.
La colocación de la pinza del dique dental a lo largo de la línea de las encías puede causar algunas molestias o dolor (especialmente en un paciente que no requiera anestesia local), sangrado de las encías, daño del ligamento periodontal o abrasión del cemento en la raíz del diente, lo que puede causar una superficie irregular en la raíz del diente que pueda retener la placa .
El dique dental se coloca sobre la boca, bloqueando eficazmente las vías respiratorias, lo que significa que el paciente debe poder respirar cómodamente por la nariz. Este es un problema para los pacientes con obstrucción de las vías respiratorias nasales, como el resfriado común, la nariz rota, las adenoides, los problemas recurrentes de los senos nasales o aquellos que habitualmente respiran por la boca. Los pacientes también pueden encontrar que la comunicación entre el odontólogo y ellos mismos se reduzca, lo que puede resultar en sentimientos de claustrofobia, vulnerabilidad y ansiedad. Las personas propensas a la fobia dental y las personas que tienen dificultades de aprendizaje, discapacidades o necesidades especiales pueden encontrar el uso de barreras dentales imposible e intolerable.
Hasta cierto punto, el uso de un dique dental puede provocar una distorsión visual de la morfología del diente, ya que los otros dientes y el resto de la boca quedan ocultos a la vista. Esto puede provocar una perforación si una cavidad de acceso se inclina incorrectamente durante la terapia del conducto radicular. Por esta razón, los endodoncistas pueden comenzar rutinariamente su cavidad de acceso antes de aplicar el dique. Esto asegurará la orientación correcta antes de comenzar la extracción de los vasos sanguíneos, tejido nervioso y otras entidades celulares del diente.
El dique de goma, que suele ser de colores brillantes (azul o verde), puede alterar el color aparente del diente, lo que puede provocar una elección incorrecta del color, por ejemplo, durante la colocación de un composite dental durante un procedimiento de restauración. Por esta razón, los odontólogos deben seleccionar el tono de material apropiado antes de la aplicación del dique de goma.
Como los diques de goma están hechos principalmente de látex, los pacientes pueden experimentar reacciones que van desde incómodas    (dermatitis alérgica de contacto, queilitis alérgica por contacto, estomatitis alérgica por contacto) hasta potencialmente mortales (anafilaxia). Las versiones de nitrilo están disponibles para las personas con alergias al látex y los pacientes pueden evitar las reacciones adversas informando a los odontólogos sobre las alergias al látex antes del tratamiento o las reacciones adversas después de la aplicación del dique de goma.

## Sexo seguro

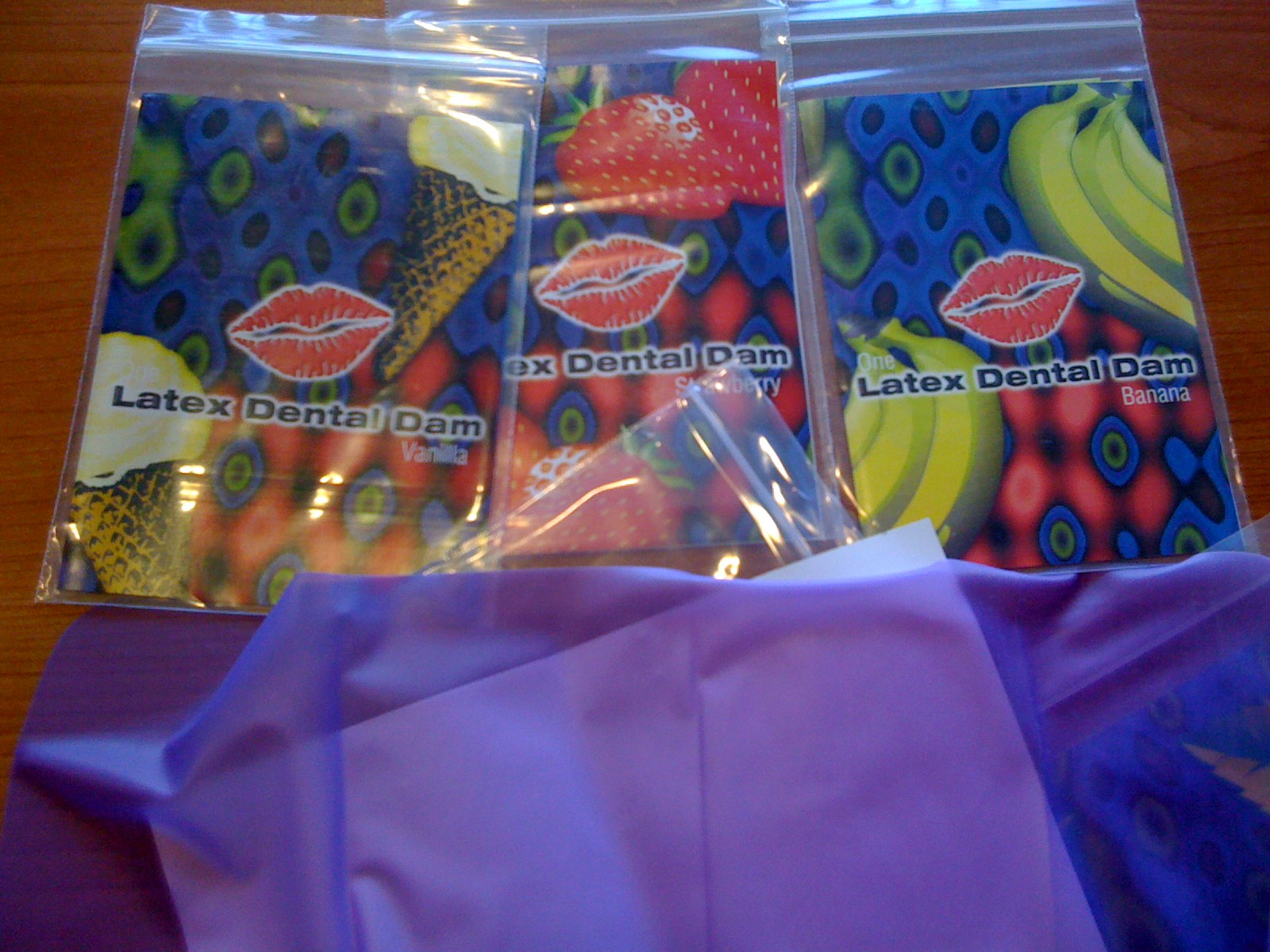
Represas aromatizadas envasadas para la venta como un producto sexual más seguro.

Para tener relaciones sexuales más seguras y para protegerse contra las infecciones de transmisión sexual (ITS), a veces se sugiere el uso de barreras dentales como barrera física contra el intercambio de fluidos corporales durante el cunnilingus y anilingus, especialmente para mujeres que tienen sexo con mujeres. Sin embargo, rara vez se utilizan para este propósito, y no hay pruebas sólidas de que su uso reduzca el riesgo de transmisión de ITS, incluido el riesgo de infección por el virus de la inmunodeficiencia humana . 
Después de la lubricación con un lubricante a base de agua, se puede colocar un dique dental sin perforar sobre la vulva o el ano, lo que permite la estimulación oral de estas áreas sin transmisión de fluidos corporales o contacto físico directo. La envoltura plástica, los condones (reutilizados cortando la punta y el anillo y cortándolos a lo largo) o los guantes de látex (abiertos longitudinalmente) se pueden usar para la protección de ITS de manera similar a un dique dental, proporcionando una barrera física para cubrir las áreas vaginales o anales durante el sexo oral, estos métodos de barrera alternativos son más asequibles y fácilmente disponibles que los diques dentales.
Las barreras dentales se promovieron inicialmente en la década de 1980 en algunas campañas de sexo más seguro como una barrera para prevenir la transmisión de ITS durante el sexo oral. Se introdujeron para su uso en algunas cárceles de mujeres en Canadá y Australia (en los estados de Nueva Gales del Sur, el Territorio de la Capital Australiana, Australia Occidental y Australia del Sur) en la década de 1990 como una forma de protección de barrera sexual después de que la Organización Mundial de la Salud (OMS ) recomendó que las reclusas tuvieran acceso a barreras dentales. Los reclusos han informado de numerosas barreras para el uso del dique dental, incluido el dique demasiado grueso, la falta de disponibilidad, el mal sabor y la reducción de las sensaciones cuando se usa para el sexo oral. Los presos a menudo se apropian de las presas dentales para otros usos, como elásticos para el cabello, manteles individuales o cordones de zapatos.  Son relativamente costosos y difíciles de obtener fuera del sistema penitenciario. Los diques de caucho no se fabrican, comercializan, registran, prueban ni evalúan para determinar su eficacia como ayuda para la prevención de las ITS, y actualmente no existen estudios sobre su permeabilidad a los patógenos de las ITS.